# Kolonia Wola Szydłowiecka
Kolonia Wola Szydłowiecka – wieś w Polsce położona w województwie łódzkim, w powiecie skierniewickim, w gminie Bolimów.

## Historia
W latach 1975–1998 miejscowość administracyjnie należała do województwa skierniewickiego.